# Extraballe (album, 1979)
Albums de Extraballe
- Sales romances
(1980)
Extraballe est le premier album du groupe Extraballe, sorti en 1979 sur le label CBS Disques. Malgré de bonnes critiques, l'album restera ignoré du public.

## Réception
L'album est inclus dans l'ouvrage Philippe Manœuvre présente : Rock français, de Johnny à BB Brunes, 123 albums essentiels.

## Liste des pistes
| No  | Titre                         | Auteur | Durée |
| --- | ----------------------------- | ------ | ----- |
| 1.  | Good Night Dresden            |        | 5:15  |
| 2.  | Quand la ville sera haute     |        | 3:09  |
| 3.  | 1 000 kms en Union Soviétique |        | 2:42  |
| 4.  | Abri                          |        | 4:07  |
| 5.  | Monde souterrain              |        | 4:24  |
| 6.  | Wild Boys                     |        | 2:30  |
| 7.  | In the Gold Mine              |        | 3:18  |
| 8.  | Je pense à Sid                |        | 4:15  |
| 9.  | Love Trap                     |        | 4:10  |
| 10. | Retour dans la grosse pomme   |        | 3:03  |